# Баланс (економіка)

## В бухгалтерії
Балáнс бухг., або баля́нс — «порівняльний підсумок прибутків і видатків при завершенні розрахунків, а також відомість, в якій зафіксовано цей підсумок»; «співвідношення між взаємозв'язаними частинами, сторонами чого-небудь, між тим, що надходить і що витрачається».
Це система показників, які характеризують кількісне співвідношення елементів, сторін будь-якої діяльності:
- Баланс бухгалтерський — основний звітний документ, що відображає фінансово-майновий стан підприємства на певну дату: його активи, зобов'язання і власний капітал.[3]
- баланс торговий
- баланс платіжний
- Ліквідаційний баланс

## В економіці. Міжгалузевий баланс
- Баланс міжгалузевий (англ. balancesheet subtrade; нім. Bilanz unter Industriezweig) — система показників, які характеризують виробництво та розподіл суспільного продукту в галузевому розрізі, міжгалузеві виробничі зв'язки, використання матеріальних і трудових ресурсів, створення і розподіл національного доходу.

Баланс міжгалузевий є математичною моделлю господарства, яку описують системою матеріальних рівнянь, що характеризують виробництво і розподіл продукції: X = AX + Y, де Х — вектор валового випуску, Y — вектор кінцевого випуску, А — матриця коефіцієнт прямих витрат.
На основі моделі міжгалузевого балансу можна знаходити збалансовані обсяги виробництва по всіх галузях господарства, а також коефіцієнт повних затрат. Повна система балансу міжгалузевого об'єднує матеріальні баланси, баланс трудових ресурсів, баланс національного доходу, баланс всього суспільного продукту, фінансовий баланс грошових доходів та витрат.
- Баланс газового покладу матеріальний
- Баланс енергії у видобувній свердловині
- Баланс корисних компонентів
- Баланс нафти (газу)
- Баланс паливний
- Баланс підземних вод